# Lockheed Martin X-44
Il Lockheed Martin X-44 MANTA era un velivolo sperimentale. MANTA è l'acronimo di Multi-Axis No-Tail Aircraft e cioè aereo multiasse senza coda.
In sostanza era la copia di un F/A-22 Raptor privato della coda e delle parti aerodinamiche mobili.
L'aereo doveva essere in grado di volare ed atterrare autonomamente ed usare, per il controllo del volo, i soli ugelli di spinta. Il progetto era sviluppato dalla NASA in collaborazione con la Lockheed Martin.

## Storia del progetto
Il Lockheed Martin X-44 fu progettato da Lockheed Martin per dimostrare la fattibilità di un aereo controllato dalle sole spinte vettoriali. Il progetto X-44 aveva una segnatura radar molto ridotta in quanto non aveva né superfici di coda né timone, usando solo i vettori di spinta per muoversi. Il design del MANTA X-44 era basato su un F-22 senza coda e con ali a delta comportando un aumento dell'armamento trasportabile e una maggiore capacità di carburante rispetto al F-22. Il MANTA è stato progettato per ridurre le complicazioni meccaniche, una maggiore efficienza e una maggiore manovrabilità. Il finanziamento del programma X-44 si è concluso nel 2000.